# Membres del Partit Socialista Obrer Espanyol rehabilitats el 24 d'octubre de 2009
Els membres del Partit Socialista Obrer Espanyol rehabilitats el 24 d'octubre de 2009 eren 36 militants del PSOE durant la Segona República Espanyola i la guerra civil espanyola, encapçalats per Juan Negrín, que havien estat expulsats del partit el 1946 i que van ser rehabilitats el 2009.

## L'expulsió
La major part dels expulsats ho fou pel seu alineament amb la postura de Juan Negrín durant i després d'acabar la Guerra Civil. El PSOE, controlat per Indalecio Prieto, decidí la seva expulsió el 1946, acusant-los de subordinació al Partit Comunista d'Espanya i a la Unió Soviètica. Aquesta decisió es va comunicar al partit a l'exili mexicà a través d'El Socialista de 23 d'abril de 1946, poc abans de la celebració del XV Congrés del PSOE (el segon a l'exili) celebrat a Tolosa de Llenguadoc en maig d'aquell any. Tanmateix, la suspensió com a militants de Negrín i Álvarez del Vayo ja les havia proclamat en març de 1939 l'Agrupació Socialista Madrilenya en ple cop del coronel Casado. A les sessions de Corts de la República celebrades a Mèxic el novembre de 1945 i davant la divisió entre "negrinistes" i "prietistes", es formaren dos grups: l'encapçalat per Juan Negrín i Ramón Lamoneda amb 14 diputats, i els altres 34 diputats, a les ordres d'Indalecio Prieto.
Tal com explicava el preàmbul de la resolució:
| « | ... la investigació historiogràfica més moderna (Santos Juliá, Ángel Viñas, Enrique Moradiellos, Ricardo Miralles) ha posat de relleu que la major part de les acusacions dirigides contra Juan Negrín i els seus col·laboradors propers en el govern i en el PSOE, no tenen cap fonament (en particular la seva presumpta submissió a Moscou o el cessament, a instàncies soviètiques, d'Indalecio Prieto del Ministeri de Defensa Nacional) i que el suport de Negrín en el partit comunista i en l'URSS per a organitzar una política de resistència, després de la caiguda de Barcelona, va estar orientada a garantir la sortida del major nombre possible de republicans mentre es preparaven les estructures per al seu suport a l'exili ... | » |
| — Preàmbul de la resolució del 37 Congrés Federal del PSOE: "reincorporar a la disciplina del Partit, a títol pòstum " | |   |

## Diputats expulsats
- Juan Negrín López, diputat per Las Palmas de Gran Canaria.
- Julio Álvarez del Vayo, diputat per Madrid.
- Ramón Lamoneda Fernández, diputat per la província de Granada.
- Ramón González Peña, diputat per Huelva.
- Jerónimo Bugeda Muñoz, diputat per Jaén.
- Juan Simeón Vidarte y Franco Romero, diputat per Badajoz.
- Julia Álvarez Resano, diputada per Madrid
- Matilde de la Torre Gutiérrez, diputada per Oviedo.
- Edmundo Lorenzo Santiago, diputat per La Corunya.
- Antonio Pasagali Lobo, diputat per Jaén.
- Ángel Galarza Gago, diputat per Zamora.
- Vicente Sarmiento Ruiz, diputat per la província de Màlaga.
- Miguel Amilibia Matximbarrena, diputat per Guipúscoa.
- Nicolás Jiménez Molina, diputat per província de Granada.
- Veneranda García Manzano,
- Adrián García Andreu,
- Leandro Pizarro González,
- José Rodriguez Vega,
- Antonio Huerta Villabona,
- Gabriel Morón Díaz,
- Vidal Rebora,
- Suarez Guillen,
- Carlos Abad,
- José Moreno Remacha,
- César Rodriguez González,
- Amaro del Rosal Díaz,
- Modesto Moyro,
- Juan Bautista Alvarado,
- Saturnino Gimeno,
- Matilde Cantos Fernández,
- Max Aub,
- Juan Pablo García,
- Jesús Ibañez Rodríguez,
- Jesús Vallina González,
- Felipe García Álvaro,
- Mariano Moreno Mateo

## La rehabilitació
En el 37è Congrés Federal del PSOE que va tenir lloc entre el 4 i el 6 de juliol de 2008 va aprovar una resolució per a reintegrar a títol pòstum Juan Negrín i 35 militants més com a militants del partit. La devolució de carnets als seus descendents es va dur a terme en un acte celebrat el 24 d'octubre de 2009. L'ex vicepresident Alfonso Guerra ho definí com a "un acte de reparació d'una injustícia [..] El PSOE es va equivocar".